# Andreas von Sonnenberg

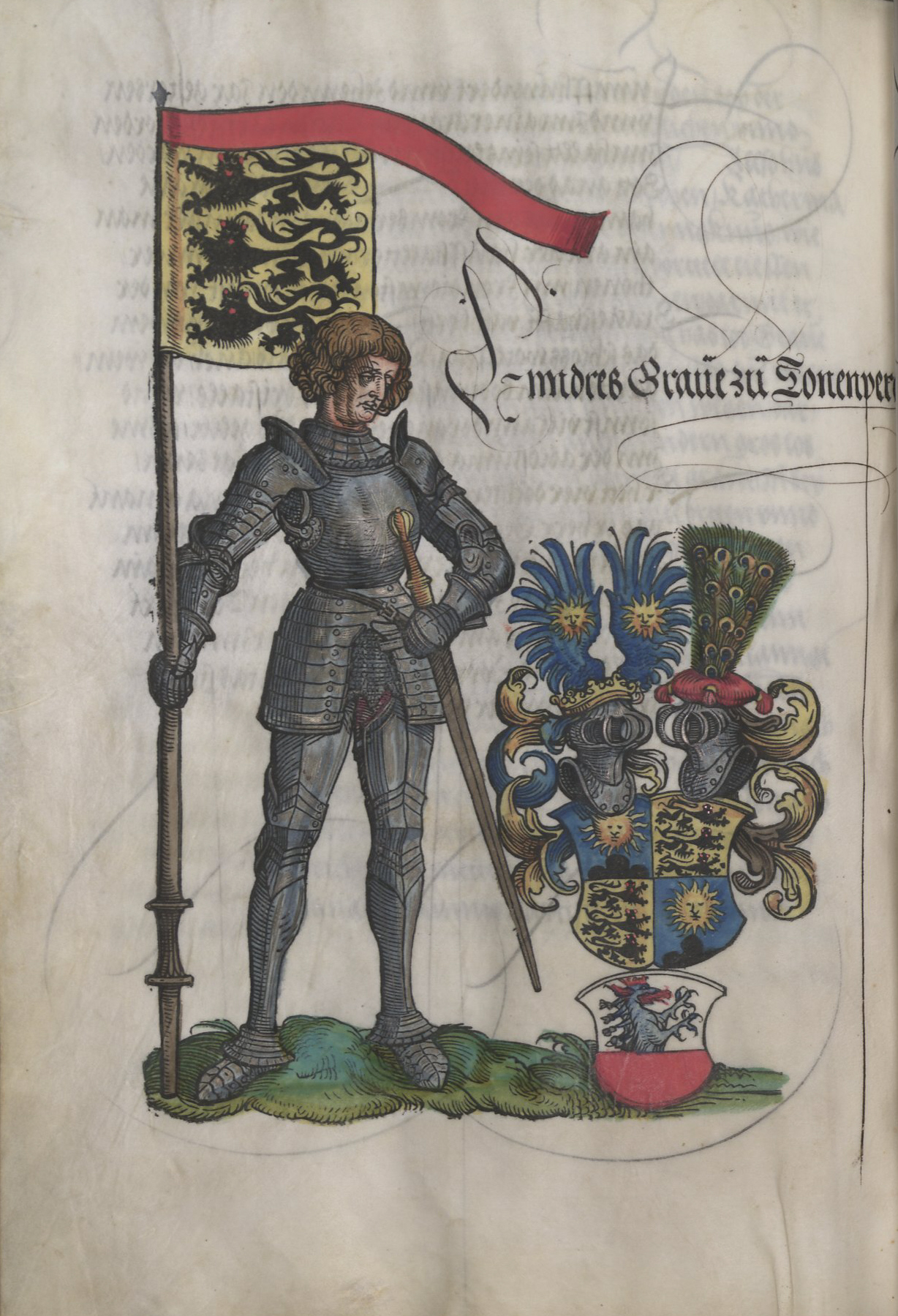
Andreas von Sonnenberg in der Truchsessenchronik (Holzschnitt um 1530)

Andreas von Sonnenberg (auch Endress von Sonnenberg) (* 1472; † 10. Mai 1511) war kaiserlicher General und ein deutscher Adliger aus dem Haus Waldburg und Graf von Sonnenberg.

## Herkunft
Graf Andreas von Sonnenberg zu Friedberg-Scheer war ein Enkel des Truchsess Johannes II. von Waldburg, dem es Ende des 15. Jahrhunderts und Anfang des 16. Jahrhunderts mit Hilfe von vier vorteilhaften Eheschließungen und einer geschickten Ausnützung der politischen Lage gelang, den Besitz seiner Familie für sich und seine Nachkommen erheblich zu vergrößern.
Einer von Johannes’ Söhnen war Eberhard I. († 1479), der die Linie Waldburg-Scheer begründete und Gräfin Kunigunde von Montfort-Tettnang heiratete, eine Tochter des Grafen Wilhelm IV. von Montfort-Tettnang aus dessen Ehe mit Gräfin Kunigunde von Werdenberg-Heiligenberg-Bludenz. Statt einer Mitgift erhielt er von seinem Schwiegervater das Recht, die Grafschaft Friedberg-Scheer, eine Pfandschaft der Herzöge von Österreich, abzulösen, die so in seinen Besitz überging. Von Herzog Siegmund von Österreich erhielt er außerdem das Dinggau (1452) und Dürmentingen mit dem Schloss Bussen und pfandweise die Stadt Mengen. 1455 erwarb er durch Kauf von Graf Wilhelm von Werdenberg-Sargans und dessen Bruder Georg (ca. 1427–1504), den er 1463 mit einer seiner Töchter verheiratete, die Feste und Herrschaft Sonnenberg, die Kaiser Friedrich III. 1463 zur Grafschaft erhob, wobei Eberhard zusammen mit seinen Nachkommen der Titel eines Reichsgrafen von Sonnenberg verliehen wurde. 1474 wurde die Grafschaft Sonnenberg von Herzog Siegmund von Österreich besetzt, der sie später Eberhard I. abkaufte.
Eberhard und Kunigunde hatten vier Söhne: Eberhard II. (von Waldburg) († 1483), Johannes der Ältere (von Wolfegg) († 1510), Andreas von Sonnenberg zu Friedberg-Scheer und Bischof Otto von Konstanz.

## Anfänge
Andreas wurde nicht nur in ritterlichen Übungen unterrichtet, sondern erwarb auch wissenschaftliche Kenntnisse. Nach Besuchen bei angesehenen Höfen seiner Zeit trat er schließlich in die Dienste des Herzogs Siegmund von Österreich. Anfänglich in einer beratenden Funktion tätig, diente er diesem später im Felde gegen die Eidgenossen und Venedig.
1475, noch zu Lebzeiten seines Vaters, erhielt Andreas von Sonnenberg von Eberhard I. die Grafschaft Friedberg-Scheer. Bis 1493 konnte er seinen Besitz erheblich vermehren, so erbte er 1483 nach dem Tod seines Bruders Eberhard II. die Herrschaft Bussen samt Munderkingen, Nusplingen und Kallenberg. Graf Andreas nahm seinen Sitz in Scheer. Von 1486 bis 1509 baute er dort das Schloss Scheer und die Pfarrkirche St. Nikolaus um.

## Karriere
Um das Jahr 1488 zog er mit Kaiser Friedrich III. gegen die flandrischen Stände, um dessen Sohn und Nachfolger Maximilian zu befreien, als dieser von den eigenen Untertanen in Brügge gefangen gesetzt worden war. Auch in dem langwierigen Krieg gegen den König von Frankreich zeichnete sich Andreas von Sonnenberg aus. Nach dem Tod des ungarischen Königs Matthias Corvinus zog er, nun schon im Dienst von Maximilian I., mit diesem ins Herzogtum Österreich unter der Enns und ins Königreich Ungarn, beteiligte sich an der Eroberung Stuhlweissenburgs und an weiteren Feldzügen gegen die Türken im heutigen Kroatien. Aufgrund seiner Leistungen auf diesen Kriegszügen führte er schon bald große Teile der Armee selbst an und war für die Erfolge zumindest mitverantwortlich. Maximilian wollte auf ihn von nun an weder in seinem Rat noch als Feldherr in den Schlachten verzichten. Im Jahr 1504 führte er, schon im fortgeschrittenen Alter, königliche Truppen in den Landshuter Erbfolgekrieg. Nach einer Niederlage der Pfälzer und Böhmen wollte Andreas von Sonnenberg mit seinen Soldaten zum Heer Maximillians stoßen, wurde jedoch in der Gegend von Landshut gefangen genommen. Nach Beendigung der Gefangenschaft zog er sich auf seine Erbgüter in Schwaben zurück.

## Ermordung
Durch den 1510 erfolgten Tod seines Bruders Johannes des Älteren wurde er Senior des gesamten Hauses der Truchsesse von Waldburg und erhielt dazu die Stadt Mengen. Damit wurde er aber auch „Grenznachbar“ der Grafen von Werdenberg. Zwischen diesen und den Reichsgrafen von Sonnenberg kam es zu (Grenz-)Streitigkeiten. Die persönliche Feindschaft zwischen Felix von Werdenberg und Andreas von Sonnenberg spitzte sich am 2. März 1511 anlässlich der Hochzeit des Herzogs Ulrich von Württemberg mit Herzogin Sabina von Bayern in Stuttgart zu. Andreas von Sonnenberg hatte Felix von Werdenberg in aller Öffentlichkeit vor der anwesenden Festgesellschaft wegen seiner kleinen Statur beleidigt, was Graf Felix dazu bewog, Graf Andreas ermorden zu lassen. Unter einem Vorwand scharte Graf Felix Knechte seines Schwagers, des Freiherren Johannes Werner von Zimmern d. J. zu Meßkirch um sich sowie den Forstmeister seines Bruders Graf Christoph von Werdenberg zu Sigmaringen. Als Andreas von Sonnenberg am Nachmittag des 10. Mai 1511 zusammen mit drei Knechten und seinem Hauskaplan vom Bussen nach Scheer ritt, fiel Felix in der weiten Ebene zwischen Hundersingen und Mengen über den nur mit Jagdwaffen bewaffneten Andreas her. Nachdem Felix’ Schergen auf ein Zeichen hin mit Armbrüsten auf Graf Andreas schossen und auf die Gruppe einhieben, floh dieser durch das Herbertinger Ried. Seine Verfolger setzten ihm jedoch nach und ermordeten ihn mit zwanzig Lanzen- und Schwertstichen. Seine Leiche wurde nach Scheer überführt und in der Pfarrkirche beigesetzt; dort wurde ihm ein Epitaph errichtet. Heute befindet sich am Ort des Geschehens eine Gedenkstätte. Die Familie des Ermordeten klagte beim Kaiser zwar auf peinliches Recht, dieser musste jedoch die Sache auf sich beruhen lassen.

## Nachkommen
Andreas von Sonnenberg hatte 1492 Margareta von Starhemberg geheirat. Mit seinem Tod starb sein Familienzweig in männlicher Linie aus. Seine Erbtochter Sibylla vermählte sich mit Wilhelm von Waldburg-Trauchburg d. Ä. (1469–1557) aus einer anderen Linie der Truchsesse von Waldburg.

## Gedenkstätten
- Am Tatort im Breitried bei Hundersingen errichtete die Familie des Grafen Andreas von Sonnenberg eine Kapelle, die am 1. Mai 1513 der Schmerzhaften Muttergottes geweiht wurde. Die Witwe Margareta stiftete für diese Kapelle eine Kaplanei mit dem Auftrag, regelmäßig heilige Messen für das Seelenheil des Ermordeten lesen zu lassen. Diese Graf Endris Kapell hieß später aber auch die Minische Kapelle, ehe sich die Bezeichnung Riedkapelle durchsetzte. 1745 wurde neben der Riedkapelle eine Einsiedelei errichtet. Der letzte Einsiedler war Franz Lutz, der, vermutlich in der Nacht vom 29. auf den 30. November 1817, in der Kapelle bei einem Überfall erschlagen wurde. 1827 wurde die dadurch entweihte Kapelle abgebrochen. Das Altarbild kam nach Beizkofen in die Kirche St. Peter und Paul. Anstelle der abgebrochenen Riedkapelle ließen der Schultheiß aus Hundersingen und seine Ehefrau im Jahr 1859 ein Steinkreuz errichten.[6][7]

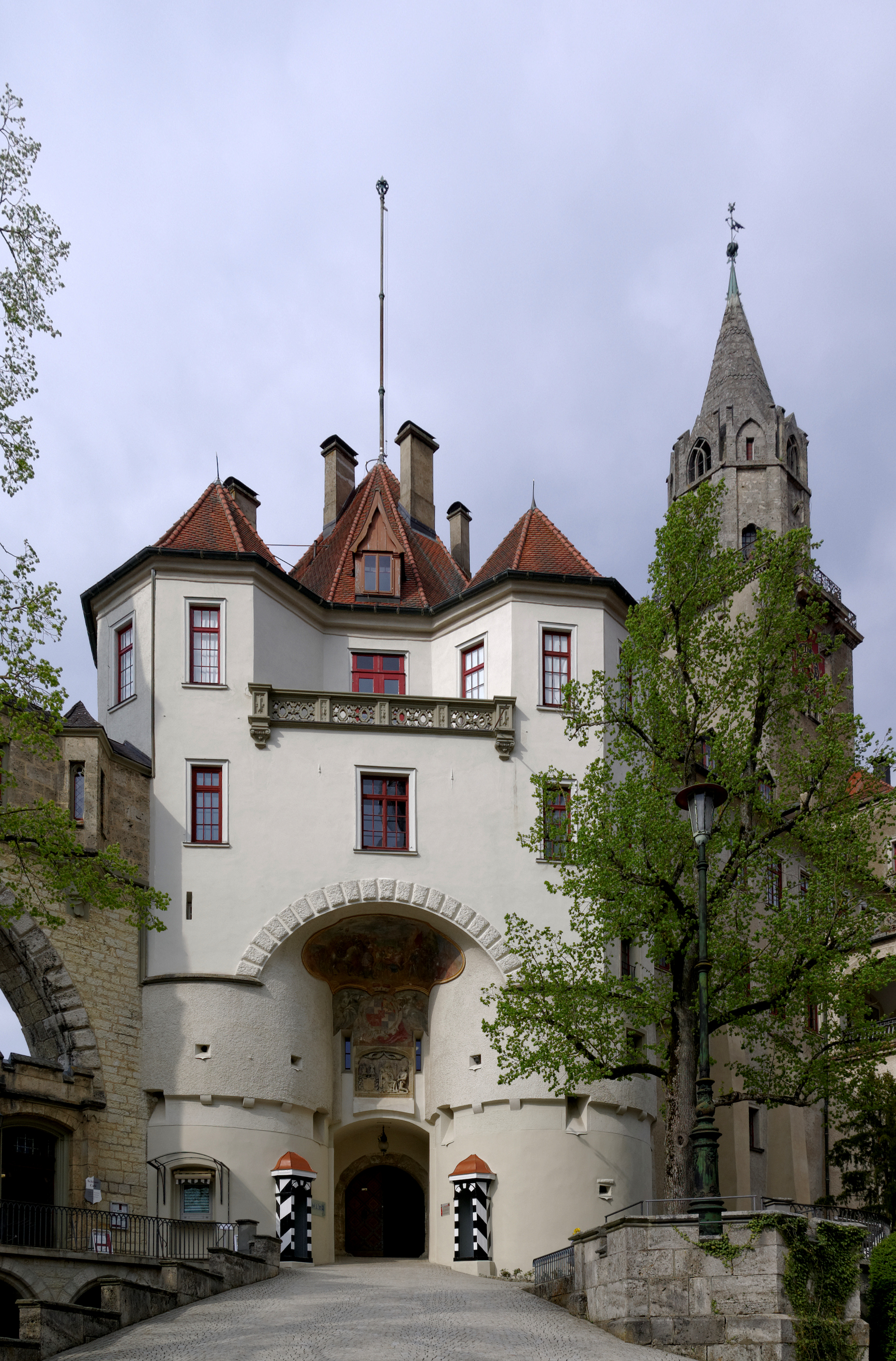
Portal Schloss Sigmaringen

- Ein Denkmal aus dem Jahr 1526, das als das Sühne-Epitaph des Grafen Felix von Werdenberg bezeichnet wird, findet sich im Tor des Sigmaringer Schlosses. Es gibt Vermutungen, dass dieses Relief ursprünglich für das Kloster Laiz hergestellt wurde.[6]
- Auf Schloss Zeil ist eine Votivtafel aufbewahrt, die auf die Ermordung des Grafen Andreas Bezug nimmt. Dieser ist im Vordergrund kniend dargestellt, umgeben von vier Heiligen, darunter den Heiligen Andreas. Die Kapelle im Hintergrund dürfte die Riedkapelle sein.[6]
- Ein Sandstein-Epitaph für den Grafen Andreas findet sich im Chor der Pfarrkirche St. Nikolaus zu Scheer neben dem Hochaltar. An ihren Kirchentüren und Kirchuhrblättern soll sich außerdem früher ein aufgemalter Spruch auf der Seite gegen Sigmaringen befunden haben, der noch 1880 zu lesen war: „Rache erlischet nicht!“[6]